# Paulatuk
Paulatuk är ett samhälle i Kanada.   Det ligger i territoriet Northwest Territories, i den norra delen av landet, 3 800 km nordväst om huvudstaden Ottawa. Paulatuk ligger 1 meter över havet och antalet invånare är 313.